# Иранпак, Сафар
Сафар Иранпак (перс. سفر ایرانپاک‎; 23 декабря 1947, Месджеде-Солейман, Хузестан — 30 января 2009, Стокгольм) — иранский футболист, играл на позиции нападающего. Обладатель Кубка Азии 1972 года.

## Биография

### Игровая карьера
Большую часть футбольной карьеры играл за «Персеполис», с которым выиграл три чемпионских титула.
В составе сборной Ирана Аштиани выиграл Кубок Азии 1972 года. Принимал участие на олимпийском футбольном турнире 1972 года, где сыграл в трёх матчах группового этапа со сборными Венгрии (1:5), Дании (0:4) и Бразилии (1:0), но иранцы не смогли преодолеть групповой этап. Всего за сборную Ирана сыграл 17 матчей и забил 3 гола.

### Смерть
Скончался 30 января 2009 года в одной из больниц Стокгольма от рака лёгких.

## Достижения
«Персеполис»
- Чемпион Ирана (3) : 1971/72, 1973/74, 1975/76

 Иран
- Обладатель Кубка Азии (1) : 1972